# Arquebisbat de Castries
L'arquebisbat de Castries (anglès: Archdiocese of Castries, llatí: Archidioecesis Castriensis) és una seu metropolitanade l'Església Catòlica a Saint Lucia. Al 2013 tenia 102.307 batejats sobre una població de 165.313 habitants. Actualment està regida per l'arquebisbe Robert Rivas, O.P.

## Territori
La diòcesi comprèn part l'estat de Saint Lucia.
La seu arxiepiscopal és la ciutat de Castries, on es troba la catedral de la Immaculada Concepció de Maria Verge.
El territori s'estén sobre 616 km², i està dividit en 22 parròquies.

## Història
La diòcesi va ser erigida el 20 de febrer de 1956 amb la butlla Crescit Ecclesia del Papa Pius XII, prenent el territori de l'arquebisbat de Port d'Espanya, de la qual era sufragània inicialment.
El 18 de novembre de 1974 va ser elevada al rang d'arxidiòcesi metropolitana amb la butlla Quoniam voluntas Dei del Papa Pau VI.

## Cronologia episcopal
- Charles Alphonse H.J. Gachet, F.M.I. † (14 de gener de 1957 - 18 de novembre de 1974 renuncià)
- Patrick Webster, O.S.B. † (18 de novembre de 1974 - 10 de maig de 1979 renuncià)
- Kelvin Edward Felix (17 de juliol de 1981 - 15 de febrer de 2008 jubilat)
- Robert Rivas, O.P., des del 15 de febrer de 2008

## Estadístiques
A finals del 2013, la diòcesi tenia 102.307 batejats sobre una població de 165.313 persones, equivalent al 61,9% del total.
| any  | població | població | població | sacerdots | sacerdots       | sacerdots       | sacerdots             | diaques | religiosos | religiosos | parròquies |
| ---- | -------- | -------- | -------- | --------- | --------------- | --------------- | --------------------- | ------- | ---------- | ---------- | ---------- |
| any  | batejats | total    | %        | total     | clergat secular | clergat regular | batejats por sacerdot | diaques | homes      | dones      |            |
| 1959 | 84.721   | 92.089   | 92,0     | 19        |                 | 19              | 4.459                 |         | 6          | 27         | 10         |
| 1966 | 92.500   | 99.700   | 92,8     | 27        | 1               | 26              | 3.425                 |         | 5          | 31         | 18         |
| 1970 | 97.000   | 107.570  | 90,2     | 38        | 7               | 31              | 2.552                 |         | 37         | 34         | 21         |
| 1976 | 96.280   | 110.000  | 87,5     | 32        | 7               | 25              | 3.008                 | 1       | 28         | 33         | 22         |
| 1980 | 100.000  | 120.000  | 83,3     | 27        | 5               | 22              | 3.703                 | 1       | 23         | 27         | 22         |
| 1990 | 120.990  | 142.324  | 85,0     | 36        | 14              | 22              | 3.360                 | 4       | 25         | 40         | 22         |
| 1999 | 115.000  | 147.179  | 78,1     | 31        | 17              | 14              | 3.709                 | 8       | 17         | 44         | 23         |
| 2000 | 115.000  | 147.179  | 78,1     | 29        | 18              | 11              | 3.965                 | 8       | 14         | 41         | 23         |
| 2001 | 116.149  | 147.179  | 78,9     | 29        | 16              | 13              | 4.005                 | 8       | 19         | 42         | 22         |
| 2002 | 100.243  | 157.775  | 63,5     | 27        | 15              | 12              | 3.712                 | 9       | 18         | 42         | 22         |
| 2003 | 100.243  | 157.775  | 63,5     | 27        | 14              | 13              | 3.712                 | 9       | 19         | 47         | 22         |
| 2004 | 100.243  | 157.775  | 63,5     | 28        | 14              | 14              | 3.580                 | 9       | 20         | 47         | 22         |
| 2006 | 100.243  | 157.775  | 63,5     | 31        | 18              | 13              | 3.233                 | 13      | 20         | 35         | 22         |
| 2013 | 102.307  | 165.313  | 61,9     | 27        | 17              | 10              | 3.789                 | 11      | 12         | 45         | 22         |